# Нектар Демерджи
Некта́р Демерджи́ — ординарное белое десертное вино, производимое крымским винодельческим предприятием «Алушта», входящим в состав комбината «Массандра». Вино изготавливают с 2000 года по технологии, внедрённой главным виноделом «Алушты» Ю. Ф. Макагоновым.

## Основные характеристики
Производится из сортов винограда Совиньон зелёный — 70 % и Кокур белый — 30 %. Для производства данного вина необходимым условием является достижение массовой доли сахара в винограде 23 %. Сравнительно небольшие площади насаждений винограда сорта «Совиньон зелёный» позволяют выпускать вино в объёме не более 2000 дал.
Характеристики вина: спирт — 16 %, сахара — 17 г/100 куб. см, титруемых кислот — 4—7 г/куб. дм. Цвет золотистый. Букет с оттенками мёда и груши.

## Награды
На международном конкурсе «Ялта. Золотой Грифон-2003» вино удостоено серебряной медали. На профессиональном дегустационном конкурсе на 10-й Международной специализированной выставке «Alco+Soft 2005» вино награждено серебряной медалью.